# Viçoso Jardim

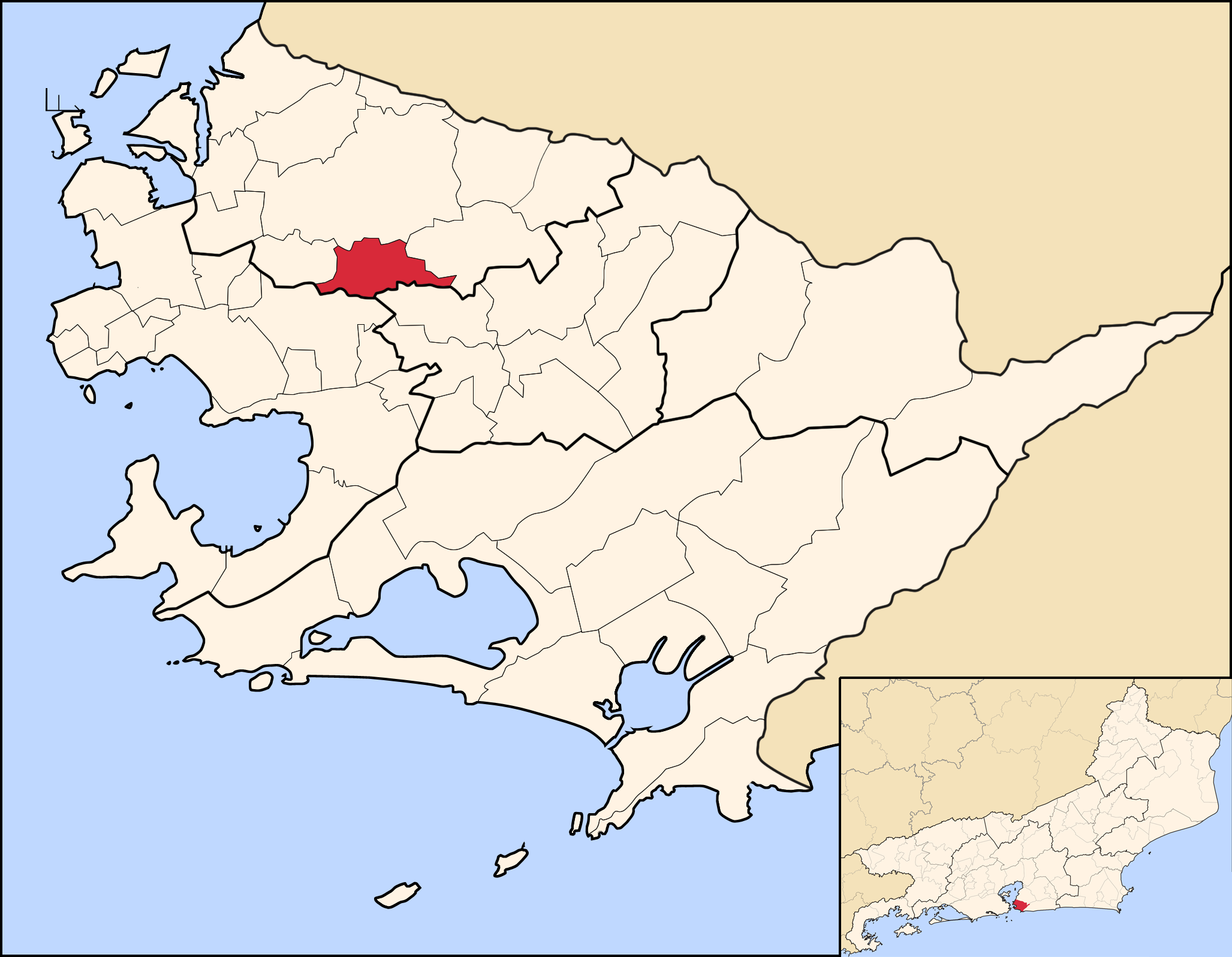
Localisation du quartier dans Niterói.

Viçoso Jardim est un quartier de la ville de Niterói, État de Rio de Janeiro, Brésil. Il compte 4 085 habitants au recensement de 2010.

## Morro do Bumba
Se trouve notamment en son sein la favela de Morro do Bumba, durement touchée par des inondations en avril 2010,.